# Harry Johnston
Henry Johnston (Manchester, 1919. szeptember 26. – Manchester, 1973. október 12.) angol válogatott labdarúgó, edző.

## Pályafutása

### Klubcsapatokban
Johnston 1946 és 1953 között háromszáznyolvanhat bajnoki mérkőzésen szerepelt az angol Blackpool csapatában, amellyel 1953-ban FA-kupa győztes lett. Visszavonulása után a Reading, valamint megbízott vezetőedzőként a Blackpool vezetőedzőjeként is dolgozott.

### Válogatott
1946 és 1953 között tíz alkalommal lépett pályára az angol labdarúgó-válogatottban. Utolsó  válogatott szereplésére 1953. november 25-én került sor az elhíresült Anglia – Magyarország 3:6 mérkőzés alkalmával.

## Sikerei, díjai
- Angol kupa-győztes: 1953
- Angol kupa-döntős: 1948, 1951
- Az év labdarúgója Angliában: (1951)